# الشرشارة
عين الشرشارة أو شلال الشرشارة هي عين مياه طبيعية تقع في مدينة ترهونة الليبية، وإحدى مساقط المياه الشهيرة في ليبيا و التي استحوذت على اهتمام كبير من السياح المحليين القادمين من مدن غرب ليبيا للتنزه فيها في فصل الربيع؛ إلا أنه في السنوات الأخيرة فقد قلت مياهها بسبب حفر الآبار من قبل السكان المحيطين بها و كذلك إنشاء وحدة تابعة لقوات الجيش الليبي بالقرب من العين أدى لنقص في تغذية المياه الجوفية و بالتالي قلت المياه بها - يوجد الآن بعض منظمات المجتمع المدني في المدينة تقوم بدراسة مشاريع لإعادة الحياة لعين الشرشارة و تنمية المنطقة المحيطة بها من هذه المنظمات هي منظمة ( اصدقاء الشرشارة ) التي وضعت خطة مدتها خمس سنوات لإعادة الحياة للمنطقة